# Roßhaupten
Roßhaupten település Németországban, azon belül Bajorországban. Lakosainak száma 2295 fő (2023. december 31.).

## Népesség
A település népessége az elmúlt években az alábbi módon változott:
| Lakosok száma | 1001 | 1526 | 1659 | 1768 | 2196 | 2191 | 2199 | 2185 | 2228 | 2295 |
|               | 1875 | 1950 | 1975 | 1987 | 2012 | 2014 | 2016 | 2017 | 2021 | 2023 |